# NA-170
La NA-170 es una carretera de interés para la Comunidad Foral de Navarra, tiene una longitud de 32,2 km, comunica el valle de Ezkurra.

## Recorrido
| Denominación | Kilómetro | Salida                  | Dirección               | Carretera               |
| ------------ | --------- | ----------------------- | ----------------------- | ----------------------- |
| NA-170       | 0         |                         | San Sebastián Pamplona  | A-15                    |
| NA-170       | 0         |                         | Areso                   | NA-4010                 |
| NA-170       | 0         |                         | Berástegui              | NA-1320                 |
| NA-170       | 1         | Travesía de Leitza      | Travesía de Leitza      | Travesía de Leitza      |
| NA-170       | 3         |                         | Uitzi Gorriti           | NA-1700                 |
| NA-170       | 4         |                         | Gorriztaran             | NA-4015                 |
| NA-170       | 7         |                         | Goizueta Arano          | NA-4150                 |
| NA-170       | 14        | Travesía de Ezkurra     | Travesía de Ezkurra     | Travesía de Ezkurra     |
| NA-170       | 16        |                         | Eratsun                 | NA-4031                 |
| NA-170       | 19        |                         | Saldías                 | NA-4029                 |
| NA-170       | 24        |                         | Zubieta                 |                         |
| NA-170       | 27        | Travesía de Ituren      | Travesía de Ituren      | Travesía de Ituren      |
| NA-170       | 29        | Travesía de Elgorriaga  | Travesía de Elgorriaga  | Travesía de Elgorriaga  |
| NA-170       | 30        | Travesía de Santesteban | Travesía de Santesteban | Travesía de Santesteban |
| NA-170       | 31        |                         | Uroz                    | NA-4040                 |
| NA-170       | 32        |                         | Legasa                  | NA-1210                 |
| NA-170       | 32        |                         | Bera Pamplona           | N-121-A                 |